# منية شكري
منية شكري هي مخرجة وممثلة كندية، ولدت في 27 يونيو 1983 في كندا.

## أعمال

### أفلام
- (2007) أيام الظلام
- (2010) دقات القلب[7][8]

## وصلات خارجية
- منية شكري على موقع IMDb (الإنجليزية)
- منية شكري على موقع قاعدة بيانات الأفلام العربية
- منية شكري على موقع ألو سيني (الفرنسية)
- منية شكري على موقع أول موفي (الإنجليزية)
- منية شكري على موقع قاعدة بيانات الأفلام السويدية (السويدية)
- منية شكري على موقع ديسكوغز (الإنجليزية)
- منية شكري على موقع قاعدة بيانات الفيلم (الإنجليزية)
- منية شكري على موقع كينوبويسك (الروسية)